# التعلم المهني المبني على الممارسة
يُفهم التعلم المهني المبني على الممارسة (pbpl) على عكس التعلم «القائم على الفصل الدراسي» أو «النظري». يتشابه مع المصطلحات مثل «التعلم القائم على العمل» أو «مكان العمل» أو التعلم «المتمركز حول العمل». على الرغم من ذلك، فإن التميز هو مصدر قلق للتعلم المهني وتفضيل «الممارسة» بدلاً من «العمل». في حين أنها لا تستخف بالمعرفة الافتراضية وما يسمى أحيانًا بـ " النظرية "، إلا أن مصلحتها الرئيسية تتمثل في تشكيل ممارسات مهنية ذاتية التجديد والفعالية - وهو موقف نظري متميز في حد ذاته. وهو تعليم فعال يركز على الممارسة الفعلية للنشاط والانخراط فيه مما ينعكس فعليا على أداء المتعلم.

## التعليم العالي في المملكة المتحدة
نستطيع رؤية مجموعة المخاوف، على سبيل المثال، في مركز التعلم المهني المبني على الممارسة التابع لجامعة المملكة المتحدة المفتوحة،  أحد مراكز تمويل التعليم العالي لمراكز التميز في التعليم والتعلم في إنجلترا. تغطي اهتماماتها العلاقة المتبادلة بين مختلف أشكال المعرفة المهنية، وطرق تعزيزها وتنسيقها، وأماكن العمل كمواقع للتعلم، وتقييم إنجازات التعلم المبني على الممارسة، واستخدام التقنيات الحديثة لدعم التعلم الموزع.
تحتل مراكز التميز الأخرى بعض أو كل الأراضي، ولا سيما وحدة التطوير المهني في جامعة تشيستر،  صولجان في جامعة ساري،  CEPLW في جامعة وستمنستر  و NCWBLP في جامعة ميدلسكس.
لا يقتصر الاهتمام بهذه المنطقة على المملكة المتحدة، مع بعض الأعمال الأكثر احترامًا المرتبطة بديفيد بود في جامعة التكنولوجيا ، سيدني، نيو ساوث ويلز.

## US K-12 Education
كما هو مُمارَس في التعليم من الروضة وحتى الصف الثاني عشر في الولايات المتحدة، فإن التعلم المهني المبني على الممارسة يطور ويدمج استخدام المدرسة للمناهج والتقييم والقيادة التعليمية ومجتمعات التعلم المهني (PLCs) لخلق تحول على مستوى النظام في الحياة اليومية إلى تعليمات الفصول الدراسية اليوم. في الواقع، هذا التركيز على الممارسة اليومية للفصل الدراسي، «المهام والأنشطة الأساسية للتدريس بدلاً من المعرفة أو النظرية» هو الذي يميز التعلم المهني المبني على الممارسة عن النماذج الأخرى للتعلم والتطوير المهني. أنشأت العديد من الجامعات والشركات التعليمية الأمريكية مواد وموارد تستخدم نهج PBPL. 